# Leuchtturm Kalkgrund
Der Leuchtturm Kalkgrund ist ein Leit-, Warn- und Quermarkenfeuer in der Ansteuerung zur Flensburger Förde. Er warnt die Schifffahrt vor der Untiefe Kalkgrund.

## Geschichte
Als Ersatz für die Feuerschiffe Kalk Grund (1876–1910) und Flensburg (1910–1963) wurde im Frühjahr 1962 mit dem Bau des ersten im Wasser stehenden Leuchtturms der Ostsee begonnen.
Die Einsparung von Personalkosten, die größere Feuerhöhe mit festen Sektoren und der uneingeschränkte Betrieb bei Eisgang waren die wesentlichen Gründe dafür, das Feuerschiff durch einen unbemannten Turm zu ersetzen. Das Leuchtfeuer wurde am 11. Juni 1963 als erster vollautomatischer Leuchtturm an der deutschen Küste in Betrieb genommen. Es wird vom Wasserstraßen- und Schifffahrtsamt Ostsee unterhalten und von der Verkehrszentrale in Travemünde überwacht.

## Bauwerk und Ausstattung
Die Tiefgründung besteht aus 24 bis zu 32 Meter langen Stahlpfählen, die ein bei den Kieler Howaldtswerken gegossenes Stahlbetonfundament tragen. Darauf ist der 24,45 Meter hohe und rot-weiß geflieste Turm errichtet.
Das Leuchtfeuer besteht aus einer Halogenglühlampe (230 V / 1 kW) und einer Fresnel-Linse mit einer Brennweite von 200 mm. Bei einer Lichtstärke von 54.918 Candela beträgt die Tragweite des Feuers bis zu 24 Seemeilen (ca. 44 km). Die Stromversorgung des Leuchtturms erfolgt über ein Seekabel und bei Ausfall der Netzversorgung über eine im Turm installierte Netzersatzanlage.
Zur weiteren Ausstattung gehören ein Nebelhorn, das von einem Sichtweitenmessgerät automatisch geschaltet wird, eine Radarantwortbake und ein Pegel zur kontinuierlichen Wasserstandsmessung. Bei Dunkelheit wird der Turm angestrahlt.
Von der Inbetriebnahme bis zum 7. Juli 2015 war der Turm mit einer Zufluchtstelle für Schiffbrüchige ausgestattet.

## Touristischer Aspekt
Der Leuchtturm kann nicht besucht werden. Von Land ist der Leuchtturm gut von der Geltinger Birk aus erkenn- und fotografierbar. 2013 wurde am Leuchtturm eine Webcam in verschiedene Blickrichtungen installiert, womit sozusagen virtuelle Besuche ermöglicht werden. Mittels der Webcam soll es unter anderem möglich sein, Schweinswale zu beobachten. Der nächstgelegene Leuchtturm ist der Leuchtturm Falshöft, der nicht im Wasser, sondern an Land steht und daher problemlos besichtigt werden kann.